# Wdê Nnãkrda
Wdê Nnãkrda é o segundo álbum de estúdio lançado pela banda de Folk Metal Arandu Arakuaa lançado em 2015. O álbum marca a sequência da banda apresentando músicas com temas indígenas e com letras escritas no idioma tupi-guarani, sendo esse um dos grandes pontos diferentes propostos pela banda, porém, nesse álbum eles apresentaram, 5 músicas em Akwẽ Xerente, 3 músicas em tupi-guarani, 2 em xavante e uma música cantada no idioma português que foi a última música do álbum "Povo Vermelho". O álbum apresenta a música "Hêwaka Waktû", o single de maior sucesso da banda.
O álbum também é representado por ser o último álbum a contar com a integrante e vocalista da banda "Nájila Cristina" que deixou a banda para ser vocalista da banda "Duplo Destino" e também a saída do integrante e baterista da banda "Adriano Ferreira"

## Faixas - Todas as músicas e letras por Zândhio Huku
| N.º | Título          | Duração |  |
| 1.  | "Watô Akwe"     | 2:09    |  |
| 2.  | "Nhandugûasu"   | 4:34    |  |
| 3.  | "Hêwaka Waktû"  | 4:50    |  |
| 4.  | "Dasihâzumze"   | 4:08    |  |
| 5.  | "Padi"          | 4:12    |  |
| 6.  | "Wawã"          | 3:27    |  |
| 7.  | "Ĩwapru"        | 3:50    |  |
| 8.  | "Nhanderú"      | 3:03    |  |
| 9.  | "Ĩpredu"        | 5:02    |  |
| 10. | "Sumarã"        | 4:45    |  |
| 11. | "Povo Vermelho" | 5:25    |  |

## Singles
O álbum apresenta 2 singles, além de ambos terem um videoclipe oficial
- "Hêwaka Waktû" foi o primeiro single apresentado pela banda divulgado como videoclipe oficial no dia 25 de junho de 2015. É considerada a música de maior sucesso apresentada pela banda.
- "Ĩpredu" foi o segundo e último single apresentado pela banda divulgado como videoclipe oficial no dia 22 de março de 2016.

## Formação
- Nájila Cristina – vocais
- Zândhio Huku – guitarra, viola caipira, vocais, keyboards, flauta uruá, flauta enawenê-nawê, flauta bororo, maracá, chocalho de pé, apito
- Saulo Lucena – baixo, vocais de apoio
- Adriano Ferreira – bateria, percussão